# Graafschap Schwarzburg
Schwarzburg was een graafschap in Thüringen, waarvan begin 11e eeuw voor het eerst melding wordt gemaakt. 

## Geschiedenis

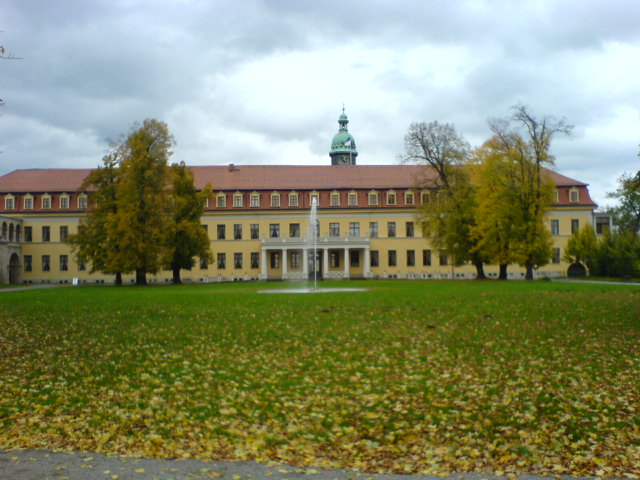
Het slot in Sonderhausen.

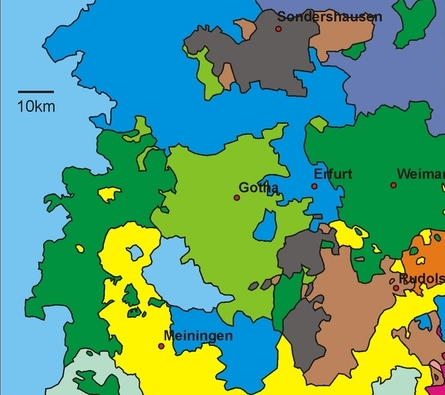
Schwarzburg-Rudolstadt (bruin), Schwarzburg-Sondershausen (donkergrijs)

Het geslacht Schwarzburg wordt rond het jaar 1000 voor het eerst in oorkonden genoemd. Toen ondertekende een zekere Sizzo met graaf van Käferenburg, een burcht bij Arnstadt. Zijn kleinzoon, Gunther III, noemde zich behalve graaf van Kaferenburg ook graaf van Schwarzburg. Zij wisten dankzij hun toenemende politieke invloed en door een slimme huwelijkspolitiek hun territorium fors uit te breiden met onder meer Saalfeld en Blankenburg (1208), Arnstadt (1332) en Rudolstadt (1334). Een politiek hoogtepunt werd bereikt toen in 1349 Gunther XXI tot Duitse koning werd gekozen.
Het graafschap Schwarzburg veranderde in de middeleeuwen door diverse acquisities en opdelingen veelvuldig van vorm. Rond 1550 waren er van die afsplitsingen nog twee takken over, die van Schwarzburg-Leutenberg en die van Schwarzburg-Blankenburg. Graaf Gunther XL van laatstgenoemde tak stierf in 1552. Van zijn vier zoons waren er nog twee minderjarig: Willem (1534-1597) en Albrecht VII (1537-1605). Zijn twee andere zoons, Gunther XLI (1529-1583) en Johan Gunther I (1532-1586), regeerden gezamenlijk. In 1564 stierf de laatste graaf van Schwarzburg-Leutenberg kinderloos, zijn gebied kwam toe aan de vier genoemde broers. Schwarzburg was op dat moment verenigd. Geografisch waren er twee van elkaar gescheiden gebieden, een noordelijk Unterherrschaft rond de steden Sondershausen en Frankenhausen en een zuidelijk Oberherrschaft rond de plaatsten Arnstadt en Rudolstadt. 
In 1567 trouwde graaf Willem met Elisabeth von Schlick. Op haar aandringen eiste Willem dat zijn kwart van de erfenis losgemaakt werd van dat van zijn broers. Na jaren van twist, waarop zelfs beslissingen van de Duitse keizer geen effect hadden, werd in 1571 het Verdrag van Spiers opgesteld. Gunther en Albert verkregen gezamenlijk het Oberherrschaft, Willem en Johan Gunther moesten het Unterherrschaft verdelen. Willem kreeg daarbij voorlopig slot en stad Frankenhausen. Dat was minder dan waarvoor hij jarenlang had geruzied, liever had hij een deel van het Oberherrschaft gehad vanwege de wijnteelt aldaar. Johan Gunter verkreeg kasteel en stad Sondershausen. In 1574 werd, zonder strijd (!), ook het Oberherrschaft verdeeld. Gunther kreeg als oudste Arnstadt, Albert Rudolstadt.
In 1583 stierf Gunter XLI zonder nakomelingen. Een nieuwe twist om de erfenis leidde in 1584 tot het Verdrag van Arnstadt. Johan-Gunter kwam daarbij ook in het bezit van Arnstadt, zijn bezittingen lagen nu verspreid over beide helften. Hij werd de stamvader van het geslacht Schwarzburg-Rudolstadt. In 1598 stierf graaf Willem, ook zonder nakomelingen. bij het Verdrag van Stadtilm van 21 november 1599 kreeg Albert Frankenhausen toegewezen, zodat ook zijn bezittingen op beide gebiedsdelen kwamen te liggen. Hij werd de stamvader van het geslacht Schwarzburg-Rudolstadt. Dit leidde tot de oprichting van de graafschappen Schwarzburg-Rudolstadt en Schwarzburg-Sonderhausen, die als vorstendommen tot 1918 zouden blijven bestaan. 